# 真舘貞造

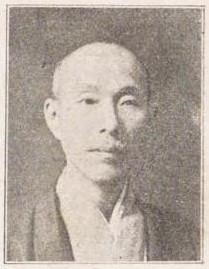
真舘貞造

真舘 貞造（またち ていぞう、1854年4月20日（安政元年3月23日） - 1931年（昭和6年）11月9日）は、日本の政治家。衆議院議員（3期）。

## 経歴
石川県出身。農業と養蚕、機業を営む。石川県会議員、同常置委員、同副議長、七尾鉄道(株)取締役となる。
1894年3月の第3回衆議院議員総選挙において石川3区から立憲改進党公認で立候補して当選した。同年9月の第4回衆議院議員総選挙でも再選。1898年の第5回衆議院議員総選挙は不出馬。1912年の第11回衆議院議員総選挙において石川県郡部から立憲国民党公認で立候補して当選した。衆議院議員を3期務め、1915年の第12回衆議院議員総選挙には出馬しなかった。1931年に死去した。